# Mario Albertini (Sportler)
Mario Aquilino Carlo Luigi Albertini (* 11. März 1885 in Pavia; † 17. August 1957 ebenda) war ein italienischer Schwimmer und Ruderer.

## Biografie
Mario Albertini lernte als Kind das Schwimmen im Ticino. Er wurde für die Olympischen Zwischenspiele 1906 ausgewählt, da der italienische Qualifikationswettkampf aufgrund von zu kalten Wassertemperaturen im Tiber abgesagt wurde. Albertini, der von 1902 bis 1906 italienischer Meister war, konnte jedoch keinen seiner beiden Wettkämpfe mit einer Medaille beenden.
Im Rudern konnte er als Mitglied der Battellieri Cristoforo Colombo bei den Europameisterschaften 1907 Silber im Vierer mit Steuermann gewinnen.